# Rezolucija Vijeća sigurnosti UN-a 1256
Rezolucijom Vijeća sigurnosti UN-a 1256, jednoglasno usvojenom 3. kolovoza 1999., nakon pozivanja na rezolucije 1031 (1995.), 1088 (1996.) i 1112 (1997.), Vijeće je odobrilo imenovanje Wolfganga Petritscha za visokog predstavnika za Bosnu i Hercegovinu.
Podsjećajući na Daytonski sporazum, Vijeće je izrazilo poštovanje za rad Carlosa Westendorpa kao visokog predstavnika i složilo se da ga naslijedi Wolfgang Petritsch. Ponovno je potvrđena uloga visokog predstavnika u praćenju provedbe Daytonskog sporazuma i koordinaciji aktivnosti civilnih organizacija i agencija koje rade na provedbi Sporazuma. Konačno, također je ponovno potvrdila ulogu visokog predstavnika kao konačnog autoriteta u pogledu tumačenja Aneksa 10 o civilnoj provedbi Mirovnog sporazuma.

## Vanjske poveznice
| Wikizvor | Engleski Wikizvor ima izvorni tekst na temu: United Nations Security Council Resolution 1256 |

- Text of the Resolution at undocs.org